# جيفري فلاير
جيفري سكوت فلاير (بالإنجليزية: Jeffrey S. Flier)‏ من مواليد 27 فبراير 1948، وهو طبيب أمريكي، وأخصائي الغدد الصماء، والعميد الحادي والعشرون لكلية الطب في جامعة هارفارد.

## بداية حياته وحياته المهنية
وُلد فلاير في مدينة نيويورك ونشأ في حي بيلهام باركواي في برونكس، وهو ابن ميلتون آر فلاير رجل أعمال وطيار في الحرب العالمية الثانية، ودورثي فلاير التي قامت بتدريس الرياضيات في المدارس الثانوية. تخرج من مدرسة برونكس العليا للعلوم في عام 1964، ومن كلية مدينة نيويورك في عام 1964. كان في الصف الأول من مدرسة طب ماونت سيناي في عام 1968، وتخرج في عام 1972 مع جائزة إلستر لأعلى مكانة أكاديمية.
بعد عامين من الإقامة في الطب الباطني في مستشفى ماونت سيناي، قضى أربع سنوات في خدمة الصحة العامة كمساعد سريري في المعاهد الصحية الوطنية الأمريكية، واستكمل التدريب في علم الغدد الصماء وبدأ مهنة بحثية. انتقل إلى بوسطن في عام 1978 وأصبح أستاذًا مساعدًا للطب في كلية الطب بجامعة هارفارد، ورئيس وحدة السكري في مستشفى بيت إسرائيل التابعة لهارفارد. أصبح بعد ذلك رئيسًا لقسم الغدد الصماء بالمستشفى ونائب رئيس قسم الأبحاث في قسم الطب، وكبير المسؤولين الأكاديميين بالمستشفى في نهاية المطاف عام 2002، وأشرف على الأبحاث والشؤون التعليمية.

## تعيينه كعميد كلية الطب بجامعة هارفارد
عُيّن فلاير عميدًا لكلية الطب في جامعة هارفارد في يوليو 2007 من قِبل الرئيس درو فاوست، وتولى هذا المنصب في 1 سبتمبر 2007. خلال عامه الأول كعميد، قاد عملية تخطيط استراتيجي واسعة النطاق حيث أصدر تقريراً في أكتوبر 2008. تكبدت جامعة هارفارد وكلية هارفارد الطبية خسائر مالية عندما هبطت الأسواق في الفترة 2008-2009، وقد أبطأ هذا الاستثمارات في العديد من المجالات ولكن لم يوقفها. انتهت ولايته كعميد كلية الطب بجامعة هارفارد في عام 2016 بعد تسع سنوات.

## مساهماته البحثية
ساهم فلاير في العديد من المجالات في أبحاث التمثيل الغذائي على مدار 35 عامًا في المعاهد الوطنية للصحة وهارفارد. أثناء تواجده في فرع مرض السكري في المعاهد الوطنية للصحة تحت إشراف جيسي روث وفيليب جوردن وجيم رونالد، اكتشف وجود أجسام مضادة ذاتية لمستقبلات الأنسولين كسبب لمقاومة الأنسولين الشديدة. يوضح هذا الاكتشاف سببًا نادرًا لمرض السكري، كما طوّر مجال بيولوجيا مستقبلات الأغشية وقدم أداة مهمة للبحث في عمل الأنسولين. لعب فلاير أيضًا دورًا رئيسيًا في تحديد الأسباب الوراثية لمقاومة الأنسولين من خلال تحديد وتوصيف الطفرات في جين مستقبلات الأنسولين في مجموعة فرعية من المرضى الذين يعانون من مقاومة الأنسولين الحادة. تناولت الكثير من أبحاثه الفيزيولوجيا المرضية للسمنة.
من بين أعماله: اكتشافه -مع بروس شبيجلمان- في إنتاج متغير لعوامل إفراز الخلايا الدهنية في السمنة، وتحقيقات في وظيفة الأنسجة الدهنية البنية من خلال صنع فأر بالتوصيل الجيني يعاني من نقص الأنسجة البنية، وتحديد قدرة تكوين الخلايا العصبية من تحت المهاد للبالغين وتأثيرها في توازن الطاقة، وعمله مع ماراتوس فلاير لتحديد دور FGF21 في تنظيم عملية الأيض، كما له أيضًا أكثر الأعمال واسعة النطاق تتعلق بعلم الأحياء والفيزيولوجيا المرضية للبتين؛ حيث قام مختبره بتعريف دور اللبتين باعتباره جزيئًا رئيسيًا في فسيولوجيا الجوع وقدم دليلًا على الآلية الجزيئية لمقاومة اللبتين التي تميز السمنة وتساهم فيها.

## حياته الشخصية
تزوج فلاير من اليفثيريا ماراتوس فلاير، وهي أخصائية الغدد الصماء وأستاذ الطب في كلية الطب بجامعة هارفارد، وتعاون الاثنان في العديد من مجالات البحث، ولديهم ابنتان: سارة فليير، وهي أخصائية أمراض الجهاز الهضمي في مركز بيث إسرائيل للشماس الطبي، ومعلمة في الطب في كلية طب هارفارد، وليديا فيلير، وهي طالبة في السنة الثالثة في كلية الطب بجامعة هارفارد.v له شقيق يُدعى ستيفن فلاير، وهو طبيب باطني تابع لهارفارد يمارس مهنته في تشستنت هيل بماساتشوستس.

## التكريم والانتماءات والجوائز
- معهد الطب للأكاديميات الوطنية للعلوم[2]
- الأكاديمية الأمريكية للفنون والعلوم[2]
- الجمعية الأمريكية للفحص السريري [2]
- رابطة الأطباء الأمريكيين [2]
- جائزة ايلي ليلي، جمعية السكري الأمريكية[2]
- ميدالية بانتنج، جمعية السكري الأمريكية [2]
- محاضرة سليمان بيرسون، الجمعية الفسيولوجية الأمريكية [2]
- جائزة ألبرت رينولد، جمعية السكري الأمريكية[15]
- محاضرة أستوود، جمعية الغدد الصماء [2]
- دكتوراه فخرية في العلوم، جامعة أثينا
- دكتوراه في العلوم، هونوريس كوزا، جامعة إدنبرة [16]
- المجلس الاستشاري، المعاهد الوطنية لمرض السكري وأمراض الجهاز الهضمي والكلى، المعاهد الوطنية للصحة

## من أعماله المختارة

### البحوث الطبية الحيوية
- "الأجسام المضادة التي تضعف ارتباط مستقبلات الأنسولين في متلازمة السكري غير العادية مع مقاومة الأنسولين الشديدة"
- "الإثبات المباشر بأن مستقبلات التشابك أو التجميع مهم في عمل الأنسولين"
- "المقايسة المناعية الإشعاعية لمستقبلات الأنسولين: مسبار جديد لهيكل المستقبل ووظيفته"
- إيضاح تلف الأديبسين (factor D) الشديد في السمنة الوراثية والمكتسبة"
- "الكشف عن تغيير في جين مستقبلات الأنسولين لدى مريض مصاب بمقاومة الأنسولين، ومتلازمة المبيض المتعدد الكيسات"
- "مقاومة الأنسولين- آليات، ومتلازمات، ومتضمنات"
- "محاضرة ليلي: متلازمات مقاومة الأنسولين، من المريض إلى الجين والعودة مرة أخرى"
- "تطور السمنة في الفئران المعدلة وراثيا بعد الاجتثاث الوراثي للأنسجة الدهنية البنية"
- "مستويات اللبتين تعكس محتوى الدهون في الجسم عند الفئران: دليل على المقاومة التي يسببها النظام الغذائي لعمل اللبتين"
- "دور هرمون الليبتين في استجابة الغدد الصم العصبية للصوم"
- "الفئران التي تفتقر لهرمون الميلانين المركز تكون ناقصة ونحيفة"
- "نموذج معدل وراثيًا من سمنة الأمعاء ومتلازمة التمثيل الغذائي"
- "حروب السمنة: التقدم الجزيئي يواجه وباء متزايد"
- "يتم تنظيم عامل نمو الخلايا الليفية الكبدي 21 بواسطة PPARalpha وهو وسيط رئيسي في استقلاب الشحوم الكبدي في الحالات الكيتونية"
- "السمنة هي عامل نمو الخلايا الليفية 21 (FGF21) - حالة مقاومة"